# 最高の一日 〜One Day〜
最高の一日 ～One Day～（さいこう-いちにち ワンデイ）は、立花理佐の7作目のシングルである。1988年11月9日発売。

## 解説
- 東芝EMI在籍最後のシングルである。
- 約一年後にレコード会社をバンダイミュージックへと移籍し、活動を再開した。

## 収録曲
1. 最高の一日 ～One Day～
作詞：秋元康 作曲：筒美京平 編曲：船山基紀　
※表記はないが、以下のタイアップがあった。
テレビ朝日系『歌謡びんびんハウス』エンディング・テーマ
テレビ東京ドラマ『カッ飛び!ヤンヤン姫』主題歌
ロッテ『クール&クリーン』TV-CFソング
2. 半分恋人
作詞：麻生圭子 作曲：筒美京平 編曲：船山基紀

## 収録作品
オリジナルアルバム
- Wooh（3rdアルバム）

最高の一日 ～One Day～
ベストアルバム
- GOLDEN☆BEST 立花理佐

最高の一日 ～One Day～
半分恋人
- NEW BEST 1500 立花理佐

最高の一日 ～One Day～